# Надибаидзе, Варден Михайлович
Вардико Михайлович Надибаидзе (груз. ვარდენ (ვარდიკო) მიხეილის ძე ნადიბაიძე; род. 31 марта 1939, Млета Душетский муниципалитет, Грузинская ССР, СССР) — советский, российский и грузинский военный, генерал-лейтенант российской армии, Министр обороны Грузии (1994—1998). Кавалер Ордена Красной Звезды и Ордена «За службу Родине в Вооружённых Силах СССР» III ст.

## Биография
Вардико Надибаидзе родился в посёлке Млета Душетского района Грузинской ССР. В детстве был очень слабым и болезненным, однако со временем окреп и избавился от многочисленных проблем со здоровьем. Отец Вардико был прекрасным парикмахером и исполнителем кавказских танцев, в течение 25 лет возглавлял Северо-Осетинский ансамбль песни и танца, много гастролировал. Мать происходила из раскулаченной семьи, не имела образования и всю жизнь была домохозяйкой. Школу мальчик посещал в Орджоникидзе. Был отчислен за постоянные драки и нарушение дисциплины, однако ситуацию спас отец, который работал на то время в Доме железнодорожников и устроил Вардико в школу № 50, где учились дети военнослужащих и работников железной дороги.
После 7-го класса Вардико поступил во Владикавказский техникум железнодорожного транспорта на отделение электросвязи. Учился хорошо, получал стипендию, однако снова был отчислен за драку и направлен обычным рабочим на завод с возможностью восстановления на второй курс в случае положительных характеристик с места работы. Работал в литейном цехе, вечерами посещал секцию борьбы при локомотивном депо. Даже несмотря на лестные отзывы от руководства завода возобновить учёбу не сумел, после чего ушёл с предприятия и работал на складе учебных пособий 2-го Военно-автомобильного училища города.
В 1958 году становится курсантом училища, в котором работал. Через два года, после расформирования учебного заведения, перевёлся в Рязанский военный автомобильный институт, который окончил в 1961 году. Получил распределение в Киевский военный округ, где служил в должности командира третьего автомобильного взвода 219-й отдельной автотранспортной роты тяжёлой танковой дивизии 6-й гвардейской танковой армии, основанной в Днепропетровске. В мае 1962 года Надибаидзе был назначен заместителем командира роты, а через три года — командиром, с переводом на соответствующую должность в ряды Группы советских войск в Германии.
В 1967 году поступает в ленинградскую Академии тыла и транспорта на автомобильный факультет. После её окончания в 1972 году занимает должность начальника автомобильной службы 34-го мотострелкового полка 75-й мотострелковой дивизии 4-й общевойсковой армии Закавказского военного округа (ЗакВО). В 1974 году Надибаидзе был назначен старшим офицером по снабжению автомобильной службы в ЗакВО, в 1975 году — начальником военной автоинспекции, а ещё за год — старшим инспектором автомобильной службы округа.
В 1978 году занял должность заместителя начальника автомобильной службы в ЗакВО, на которой служил в течение семи лет, пока в 1985 году новоназначенный командующий округом генерал-полковник Кочетов не утвердил Вардико Михайловича на должности исполняющего обязанности начальника службы. В феврале 1986 года Надибаидзе удалось избавиться от приставки «и. о.», хотя чиновники Минобороны противились этому из-за национальности полковника.
В течение 1988—1991 лет Надибаидзе руководил подразделениями автомобильной службы, которая занимались восстановлением инфраструктуры на подконтрольных ЗакВО территориях (Сумгаитский погром, Армянский погром в Баку, гражданская война в Грузии). 6 мая 1989 года ему было присвоено воинское звание «генерал-майора». В 1991 году за выполнение задачи, поставленной ему лично Министром обороны СССР Дмитрием Язовым, награждён Орденом Красной Звезды. Суть этого задания так и не была раскрыта. По некоторым данным Надибаидзе был куратором поставки оружия мятежникам, имевших целью свержение власти Звиада Гамсахурдии.
В январе 1993 года Надибаидзе назначают на должность заместителя командующего округом по вооружению. Впоследствии ЗакВО переформировывают в Группу российских войск в Закавказье, а Вардико Михайловичу присваивается звание «генерал-лейтенанта. В том же году Эдуард Шеварднадзе впервые предложил ему возглавить Министерство обороны Грузии, однако Надибаидзе отказался, считая, что не справится с такой ответственностью. После долгих уговоров и переговоров Вардико Михайлович всё же откликнулся на предложение грузинского президента и занял пост главы оборонного ведомства страны. Интересно, что на то время Надибаидзе де-юре всё ещё находился на службе в Вооружённых силах РФ, поэтому неудивительно, что во время своей работы он в основном опирался на помощь представителей российской армии, в частности, Министра обороны РФ Павла Грачёва, с которым Надибаидзе связывали особенно тёплые отношения.
В июне 1996 года секретарь Совет безопасности России Александр Лебедь заявил, что Вардико Надибаидзе был замешан в заговоре министра обороны Грачева, за что именно был уволен с должности, и высшими офицерами Генштаба ВС РФ с целью осуществления государственного переворота в России. 2 августа 1997 года Надибаидзе принимал участие в переговорах о выводе российских войск из Абхазии, прошедших в Москве, однако эти переговоры закончились для Грузии ничем.
В 1998 году, после покушения на Эдуарда Шеварднадзе, началось преследование некоторых представителей политической элиты страны, в число которых попал и генерал-лейтенант Надибаидзе. Его обвинили в попытке организации нового покушения на главу страны, однако в военной прокуратуре удалось доказать непричастность генерала. Чувствуя недоверие со стороны Шеварднадзе, Надибаидзе ушёл в отставку по собственному желанию, уступив кресло министра Давиду Тевзадзе. Пребывание генерал-лейтенанта Надибаидзе на посту запомнилось прежде всего курсом на полное сближение с Вооружёнными силами РФ, созданием многочисленных военных баз России на территории Грузии, продажей некачественной оружия Чехии, хотя российские источники в основном изображают его, как руководителя, который смог возродить грузинское войско и навести в нём дисциплину.
После увольнения с должности Вардико Надибаидзе окончательно отошёл от политической жизни и начал вести несколько уединённый образ жизни в собственном доме в Тбилиси. Подавляющее большинство свободного времени он проводил в библиотеке, или же в гараже возле любимого автомобиля, на котором любил часами ездить по горным дорогам Грузии. Посещал детей в Москве, был частым гостем родного училища в Рязани, которое стало к тому времени Военным автомобильным институтом.

## Награды
- Орден Красной Звезды (1991) — „за выполнение специального задания Министра обороны СССР маршала Язова Д. Т.“
- Орден «За службу Родине в Вооружённых Силах СССР» III ст.[8]
- Орден «Знак Почёта»
- Медаль «За трудовое отличие»
- Медаль «Ветеран Вооружённых сил СССР»
- Медаль «50 лет Вооружённых Сил СССР»
- Медаль «60 лет Вооружённых Сил СССР»
- Медаль «70 лет Вооружённых Сил СССР»
- Медаль «За безупречную службу» (СССР) I ст.
- Медаль «За безупречную службу» (СССР) II ст.
- Медаль «За безупречную службу» (СССР) III ст.

## Интересные факты
Ходят слухи, что Вардико Надибаидзе был не только близким другом министра обороны России Павла Грачёва, а и его крёстным отцом. Обряд будто был проведён отцом Теймуразом в 1995 году в православном храме села Ананури Душетского района, однако официального подтверждения этой информации нет. Существует версия, что Грачёв просто посетил храм.